# Kristof Goddaert

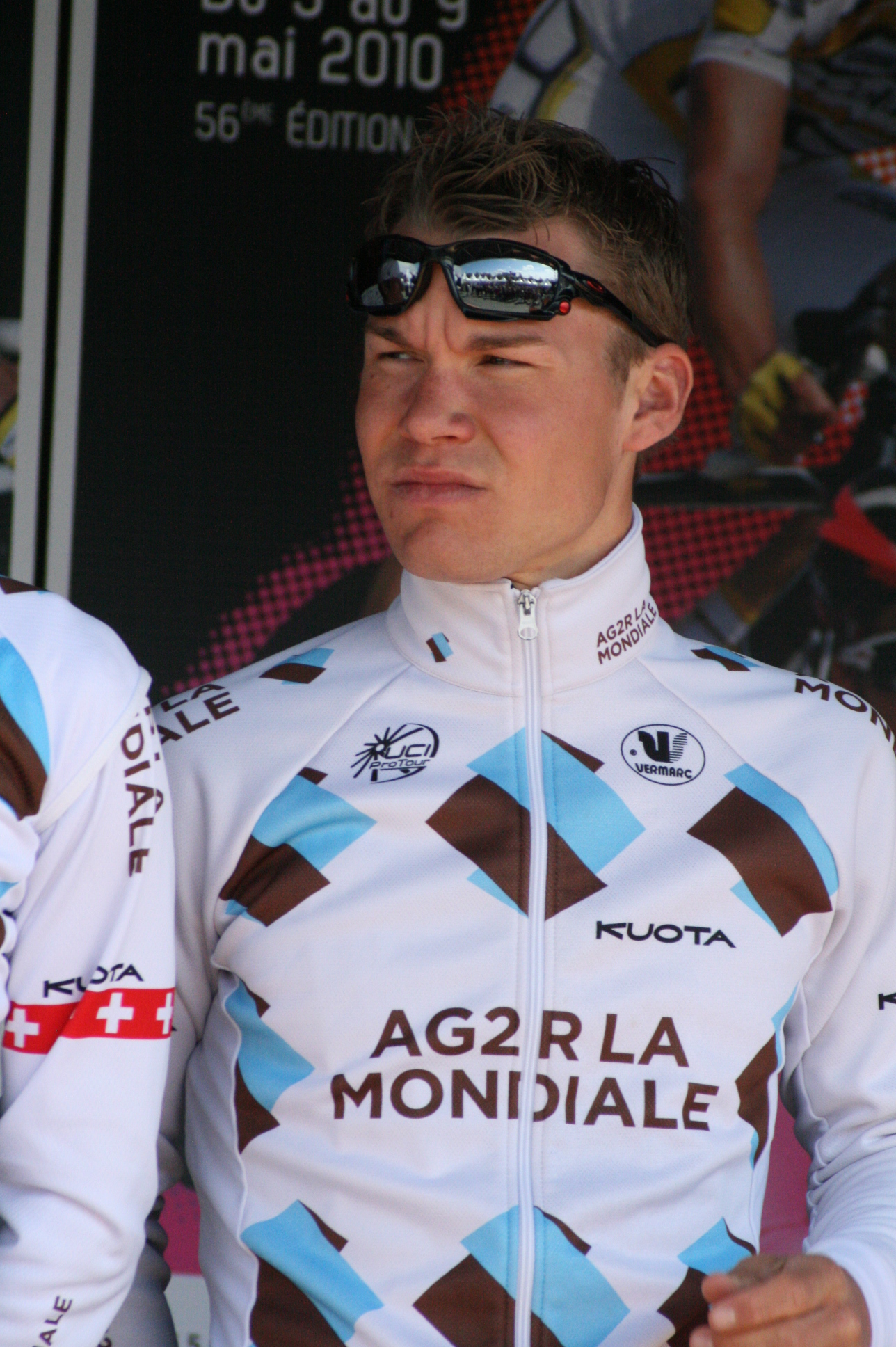
Kristof Goddaert bei den Vier Tagen von Dünkirchen 2010

Kristof Goddaert (* 21. November 1986 in Sint-Niklaas; † 18. Februar 2014 in Antwerpen) war ein belgischer Straßenradrennfahrer.

## Karriere
Kristof Goddaert wurde 2004 Dritter bei der Juniorenaustragung von Omloop Het Volk. In der Saison 2006 gewann er das Eintagesrennen Hasselt-Spa-Hasselt und wurde Dritter bei der belgischen U-23-Zeitfahrmeisterschaft. Ende der Saison fuhr er für das Continental Team Pictoflex Bikeland Hyundai als Stagiaire.
Im nächsten Jahr fuhr er für die Nachwuchsmannschaft Davitamon-Win for Life-Jong Vlaanderen. Hier gewann er unter anderem eine Etappe bei der Ronde van Antwerpen und wurde jeweils Dritter bei der nationalen U-23-Zeitfahrmeisterschaft und beim Nationale Sluitingsprijs.
2008 bis 2009 fuhr Goddaert für das belgische Professional Continental Team Topsport Vlaanderen. In seinem ersten Jahr dort belegte er bei der Tour de Vendée den zweiten Platz und bei Paris–Tours wurde er Neunter. Zuletzt war Goddaert für die schweizerische Mannschaft IAM Cycling aktiv. 2009 siegte er im Grote Prijs Stad Sint-Niklaas.
Am 18. Februar 2014 war Goddaert bei einer Trainingsfahrt in Antwerpen beim Überfahren der Gleise einer Industriebahn zu Fall gekommen und wurde von einem hinter ihm fahrenden Bus überfahren. Er erlag noch am selben Tag im Alter von 27 Jahren seinen Verletzungen.

## Erfolge
2010
- eine Etappe Tour de Wallonie

2012
- Belgische Straßenmeisterschaften

## Teams
- 2006: Pictoflex Bikeland Hyundai (Stagiaire)
- 2007: Davitamon-Win for Life-Jong Vlaanderen
- 2008–2009: Topsport Vlaanderen
- 2010–2012: Ag2r La Mondiale
- 2013–2014: IAM Cycling